# General Atomics Avenger
General Atomics Avenger (Predator C) este un avion militar fără pilot aflat în faza de dezvoltare. Spre deosebire de predecesorii săi MQ-1 Predator și MQ-9 Reaper, dispune de motor cu reacție, armament intern și este greu detectabil.